# Tracy Austin
Tracy Austin, född 12 december 1962 i Palos Verdes, Kalifornien, USA är en amerikansk högerhänt tidigare professionell tennisspelare. Hon blev professionell WTA-spelare i oktober 1978 och spelade tävlingstennis till juli 1994. Under karriären vann hon 30 singel- och 4 dubbeltitlar och spelade hon in 2 092 380 US dollar. Austin vann två Grand Slam-titlar i singel och en i mixed dubbel och rankades som bäst i singel på 1:a plats (22 veckor från 7 april 1980).
Tracy Austin upptogs 1992 i International Tennis Hall of Fame.

## Tenniskarriären
Redan säsongen innan Austin blev proffs vann hon, 14 år och 28 dagar gammal, singeltiteln i Portland. Sina första titlar som proffs vann hon i singel 1978 (Filderstadt och Tokyo). Samma år vann hon tillsammans med den nederländska spelaren och 1977 års singelfinalist i Wimbledonmästerskapen, Betty Stöve, 2 dubbeltitlar.
Säsongen 1979 var Austins stora genombrottssäsong. Hon vann det året 7 singel- och 2 dubbeltitlar (båda med Stöve). I singel vann hon bland annat Italienska öppna. I semifinalen i den turneringen besegrade hon amerikanskan Chris Evert (6-4, 2-6, 7-6) och i finalen Sylvia Hanika.
I september 1979 nådde hon finalen i GS-turneringen US Open. I finalen besegrade hon Chris Evert och tog därmed sin första singeltitel i en GS-turnering.
År 1980 vann Austin hela 12 titlar i singel och rankades från april som världsetta. Under året besegrade hon vid flera tillfällen både Chris Evert och Martina Navratilova. Tracy och hennes bror, John Austin, vann på sommaren som första syskonpar mixed dubbeltiteln i Wimbledon.
År 1981 vann hon 7 singeltitlar inkluderande US Open för andra gången, denna gång genom finalseger över Martina Navratilova. Finalmatchen var mycket jämn och avgjordes i tre set, där de två sista gick till tiebreak.
På grund av en mycket besvärlig ryggskada tvingades Tracy Austin efter de lysande tävlingssäsongerna 1980 och 1981, att efter ha deltagit i ett fåtal turneringar säsongen 1982 göra ett speluppehåll på över 4 år. Efter återkomsten spelade hon mer sporadiskt i turneringar. År 1989 råkade hon ut för en bilolycka som nästan kostade henne livet. Olyckan renderade henne ett komplicerat benbrott som fick åtgärdas kirurgiskt och tvingade henne att ge upp karriären, även om hon deltog i vissa tävlingar ytterligare några år.
Tracy Austin deltog i det amerikanska Fed Cup-laget 1978-1980. Hon spelade totalt 14 matcher av vilka hon vann 13. Samtliga tre år var USA i världsfinal mot Australien och segrade 1979 och 1980. Austin besegrade i finalerna spelare som Kerry Reid (1979;6-3, 6-0) och Wendy Turnbull (1980;6-3, 6-2).
Austin var medlem i det amerikanska Wightman Cup-laget 1978-79 och 1981.

## Spelaren och personen
Tracy Austin föddes i en familj där ytterligare tre personer blev professionella tennisspelare. Framgångsrikast, vid sidan av Tracy, är brodern John Austin. Tracy var framförallt baslinjespelare som spelade med en tvåhandsfattad backhand. Hon var mycket tålmodig och väntade ut motståndarens misstag, eller passerade denna med otagbara bollar. Hennes spel karakteriserades också av mycket få oprovocerade misstag. Chris Evert har sagt om Tracy Austin att hennes mentala styrka var skrämmande. Hon hade inga svagheter i sitt spel, och hon var besatt av viljan att vinna.
Austin gifte sig i april 1993 med Scott Holt. Paret har tre söner, födda 1996, -98 och -01.
Efter avslutad tenniskarriär har hon bland annat arbetat som expertkommentator.

## Grand Slam-titlar, singel (2)
```
År Mästerskap Finalmotståndare Setsiffror

1979      
US Open
        
Chris Evert
          6-3, 6-4
1981      US Open        
Martina Navratilova
  1-6, 7-6, 7-6
```

### Övriga Grand Slam-titlar
- Wimbledonmästerskapen
  - Mixed dubbel - 1980